# Sant’Onofrio
Sant’Onofrio ist eine süditalienische Gemeinde mit 2764 Einwohnern (Stand 31. Dezember 2023) in der Provinz Vibo Valentia in Kalabrien. Die Gemeinde liegt etwa 8 Kilometer nordöstlich von Vibo Valentia.

## Geschichte
Sant’Onofrio kann den Namen auf den Eremiten Onophrios den Großen zurückführen. Ursprünglich geht die Siedlung auf eine mönchische Gründung zurück. Der Ort ist im Einflussgebiet der kalabrischen Mafia (’Ndrangheta), 2009 wurde per Anordnung der Gemeinderat wegen Unterwanderung durch die Mafia aufgelöst.

## Verkehr
Durch die Gemeinde führt die Autostrada A2 von Salerno nach Reggio di Calabria. Die Ausfahrt Vibo Valentia liegt im Gemeindegebiet.

## Persönlichkeit
- Luigi Ruffo Scilla (1750–1832), Erzbischof von Neapel